# Šavnik
Pour les articles homonymes, voir Šavnik (homonymie).
Šavnik (en serbe cyrillique : Шавник) est une ville et une municipalité du nord du Monténégro. En 2003, la ville comptait 570 habitants et la municipalité 2 947. En 2009, la population de la ville était estimée à 470 habitants.

## Géographie
La Bukovica, un affluent de la Komarnica qui s'écoule sur 42 km, est la rivière la plus longue de la municipalité de Šavnik ; elle prend sa source au pied du mont Ranisava. Ses principaux affluents sont le Šavnik et la Bijela.

## Localités de la municipalité de Šavnik

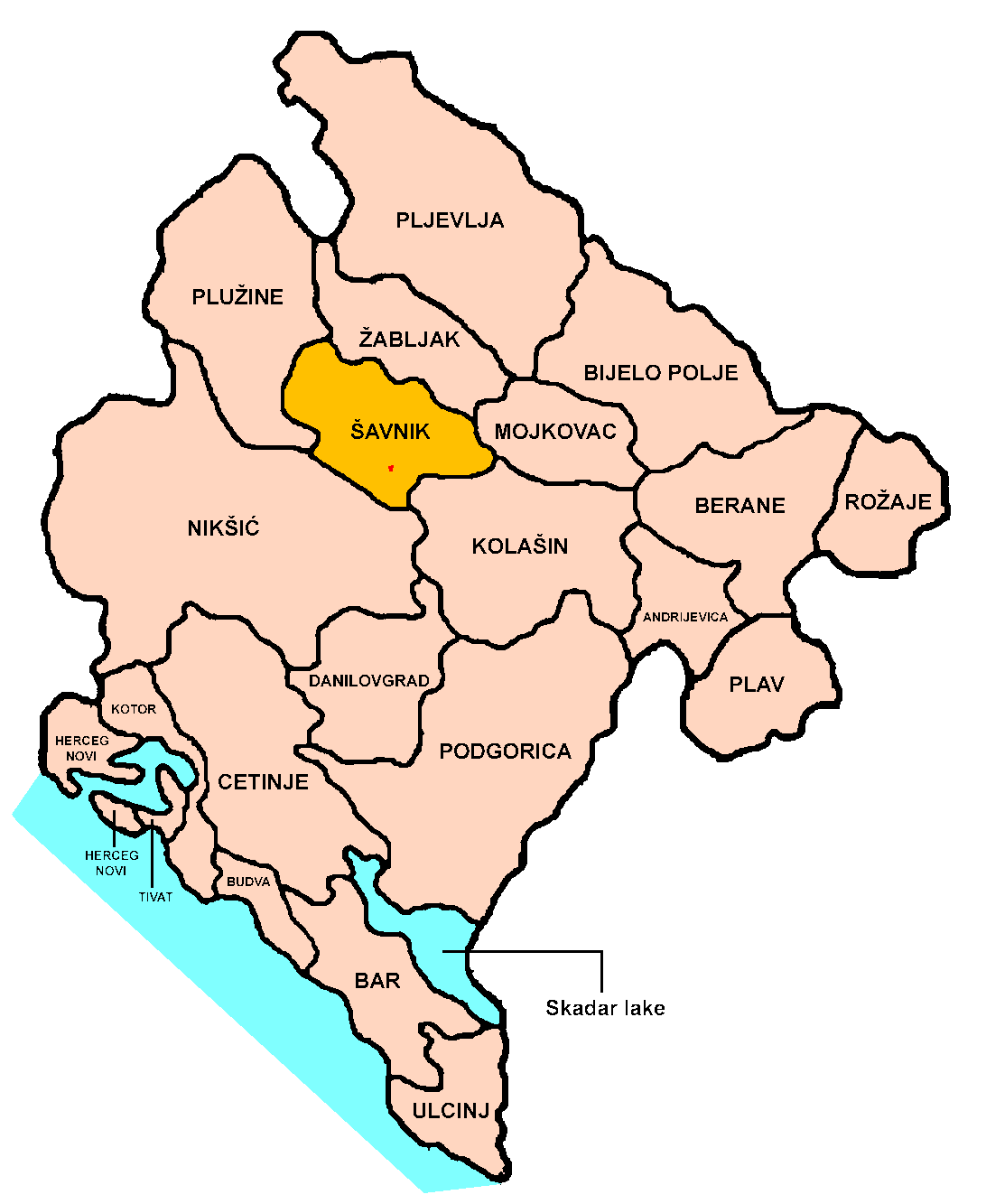
La municipalité de Šavnik

La municipalité de Šavnik compte 27 localités :
| - Bare - Boan - Godijelji - Gornja Bijela - Gornja Bukovica - Grabovica - Dobra Sela - Donja Bijela - Donja Bukovica - Dubrovsko - Duži - Komarnica - Krnja Jela - Malinsko | - Miloševići - Mljetičak - Mokro - Petnjica - Pošćenje - Previš - Pridvorica - Provalija - Slatina - Strug - Timar - Tušina - Šavnik |

## Démographie

### Ville

#### Évolution historique de la population dans la ville
| 1948 | 1953 | 1961 | 1971 | 1981 | 1991 | 2003 |
| ---- | ---- | ---- | ---- | ---- | ---- | ---- |
| 335  | 277  | 487  | 486  | 633  | 821  | 570  |

## Personnalité
L'écrivain et académicien Miro Vuksanović est né en 1944 dans le village de Krnja Jela.